# Mount Vernon (piantagione)
Mount Vernon è stata la residenza padronale della piantagione (e per estensione l'intera piantagione) personale di George Washington, primo presidente degli Stati Uniti dove visse con la moglie, Martha Dandridge Custis Washington. La proprietà è situata lungo le rive del fiume Potomac nella Contea di Fairfax, in Virginia, presso la città di Alexandria. La famiglia Washington è stata proprietaria dell'area dai tempi del bisnonno di George Washington nel 1674. Nel 1739 la famiglia si impegnò per l'espansione del possedimento che continuò anche sotto Washington stesso che entrò in possesso dell'area nel 1754 ma ne divenne l'unico proprietario nel 1761.
La residenza, costruita in legno in stile palladiano, venne eretta su commissione di George Washington a stadi tra il 1758 ed il 1778. Essa occupa il sito di un'antica e più piccola casa costruita dal padre di George Washington, Augustine, tra il 1726 ed il 1735. Rimase la casa di campagna della famiglia Washington per il resto della vita del primo presidente. Dopo la morte di questi nel 1799, sotto la proprietà dei successivi eredi della famiglia, la residenza iniziò ad entrare in declino progressivamente perché le sue rendite erano insufficienti a mantenerla a dovere. Nel 1858, l'importanza storica della casa venne riconosciuta dal governo ed essa venne salvata dalla rovina grazie alla The Mount Vernon Ladies' Association; quest'organizzazione filantropica acquisì l'intera proprietà, preservandola durante gli anni della guerra civile americana e restaurandola in seguito.
Mount Vernon è stata compresa tra i National Historic Landmark nel 1960 ed è attualmente inclusa nel National Register of Historic Places. Ancora oggi è di proprietà della The Mount Vernon Ladies' Association, ed è aperta tutti i giorni senza interruzione. L'apertura al pubblico del sito non è però un'innovazione, in quanto tale disposizione la volle lo stesso George Washington. Nel 1794 scriveva: "Non obbietto al fatto che ogni persona sobria o in ordine gratifichi la sua curiosità vedendo le strutture, i giardini, ecc. di Mount Vernon."

## Nome
Quando gli antenati di George Washington acquisirono la proprietà, era nota col nome di Little Hunting Creek Plantation, dalla presenza del vicino Little Hunting Creek.Ad ogni modo, quando il fratellastro maggiore di George, Lawrence Washington, la ereditò, ne mutò il nome in Mount Vernon in onore del vice ammiraglio Edward Vernon, eroe della Guerra anglo-spagnola (1739-1742) e della presa di Portobelo. Vernon era stato l'ufficiale comandante di Lawrence nella Royal Navy britannica. Quando George Washington ereditò la proprietà, ne mantenne il nome.

## Le strutture ed il terreno

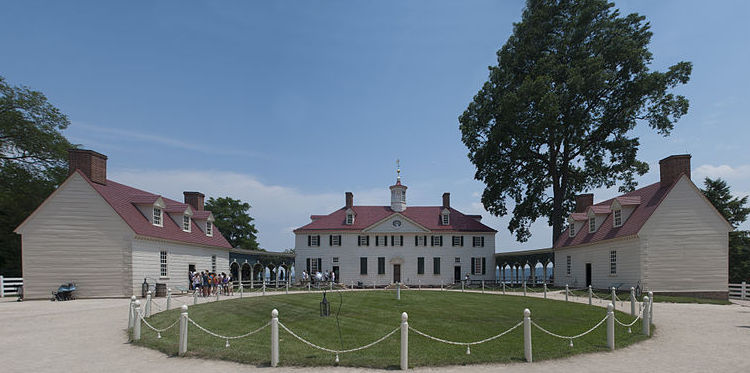
La casa, in stile palladiano classico, vista dal lato ovest, è fiancheggiata da delle ali laterali che formano una corte d'onore

L'attuale proprietà comprende in tutto 200 ettari di terreno; le strutture principali, compresa la casa, si trovano con fronte al fiume Potomac.

### Architettura
L'attuale casa venne costruita a tappe dal 1758, su progetto di un architetto rimasto sconosciuto, sul sito di una precedente fattoria di proprietà della famiglia Washington. Lo sviluppo della nuova struttura partì dal portale d'ingresso che avrebbe dovuto rimanere centrale alla facciata. Il progetto venne sviluppato in stile palladiano. Il blocco principale al centro, datato al 1758, è affiancato da due ali laterali costruite nel 1775. Queste ali secondarie, che ospitavano a nord l'ala dei servitor e a sud le cucine, sono connesse alla parte centrale tramite un colonnato simmetrico costruito nel 1778. Il complesso così costituito forma dunque un cortile d'onore nota come "Mansion Circle" che fornisce una prospettiva imponente all'abitazione.
I corpi laterali della casa hanno dei tetti mansardati e, su ciascun finale del tetto, si trovano massicci camini in mattoni che enfatizzano ulteriormente le strutture. La casa è sormontata da un piccolo tamburo di forma ottagonale sopra il quale si trova un tettuccio a spicchi con la figura di una colomba smaltata, simbolo della riappacificazione nazionale. L'elemento del tamburo può essere considerato più un elemento tipico dell'architettura carolino piuttosto che di quello palladiano, ma è stato necessario includerla per migliorare la ventilazione dell'attico e per esaltare ulteriormente la simmetria della struttura e delle due ali; una cupola molto simile si trova anche nel Palazzo del Governatore a Williamsburg, in Virginia, che sicuramente Washington ebbe modo di vedere personalmente.

### L'interno
Le sale a Mount Vernon sono state restaurate ad apparire come dovevano essere all'epoca di George e Martha Washington. Queste sale includono lo studio di Washington, due sale da pranzo (la più grande nota come "New Room"), il "West Parlour", il "Front Parlour", la cucina e diverse camere da letto.
Il disegno interno è più classico dell'esterno. Anziché attenersi allo stretto palladianesimo, l'interno si ispira più al neoclassicismo ispirato da Robert Adam.Tale stile è particolarmente visibile nelle chiambrane lignee alle porte dei locali interni, come pure negli architravi. Molte stanze hanno pannelli dipinti alle pareti o stucchi ai soffitti, sempre di stile neoclassico; gran parte di queste decorazioni sono attribuibili all'inglese emigrato John Rawlins, che giunse in America da Londra nel 1771 apportando anche nel nuovo continente i modelli di decorazione della capitale inglese.
Attualmente, ai visitatori di Mount Vernon viene mostrato anche lo studio di Washington, una stanza che nel XVIII secolo solo poche persone poterono varcare. È una stanza con mobili semplici che Washington utilizzava come ufficio personale, ma anche come camerino e come bagno. Alle pareti spiccano alcune librerie incastonate nei muri.
Per contrasto, la sala più sfarzosa e di rappresentanza nel complesso è la cosiddetta "New Room" o "Large Dining Room", un grande salone con enormi finestre di stile palladiano puro con un camino di stile neoclassico in marmo. Questo camino venne donato a Washington dal mercante inglese Samuel Vaughan, ma Washington era inizialmente riluttante ad accettare il regalo, dal momento che esso appariva "troppo elegante e costoso, temo, per la mia casa e per lo stile repubblicano con cui vivo" come ebbe a dire lui stesso.
Gli interni sono stati completamente riarredati e ridecorati come dovevano apparire nel XVIII secolo, accogliendo anche oggetti tipici delle case dell'epoca. La presenza di George Washington e della sua famiglia nella casa è resa ancora oggi evidente dalla presenza di una seri di ritratti che la connotano ancora di più come uno dei musei e memoriali nazionali più importanti degli Stati Uniti e della figura del primo presidente americano.

### Il terreno

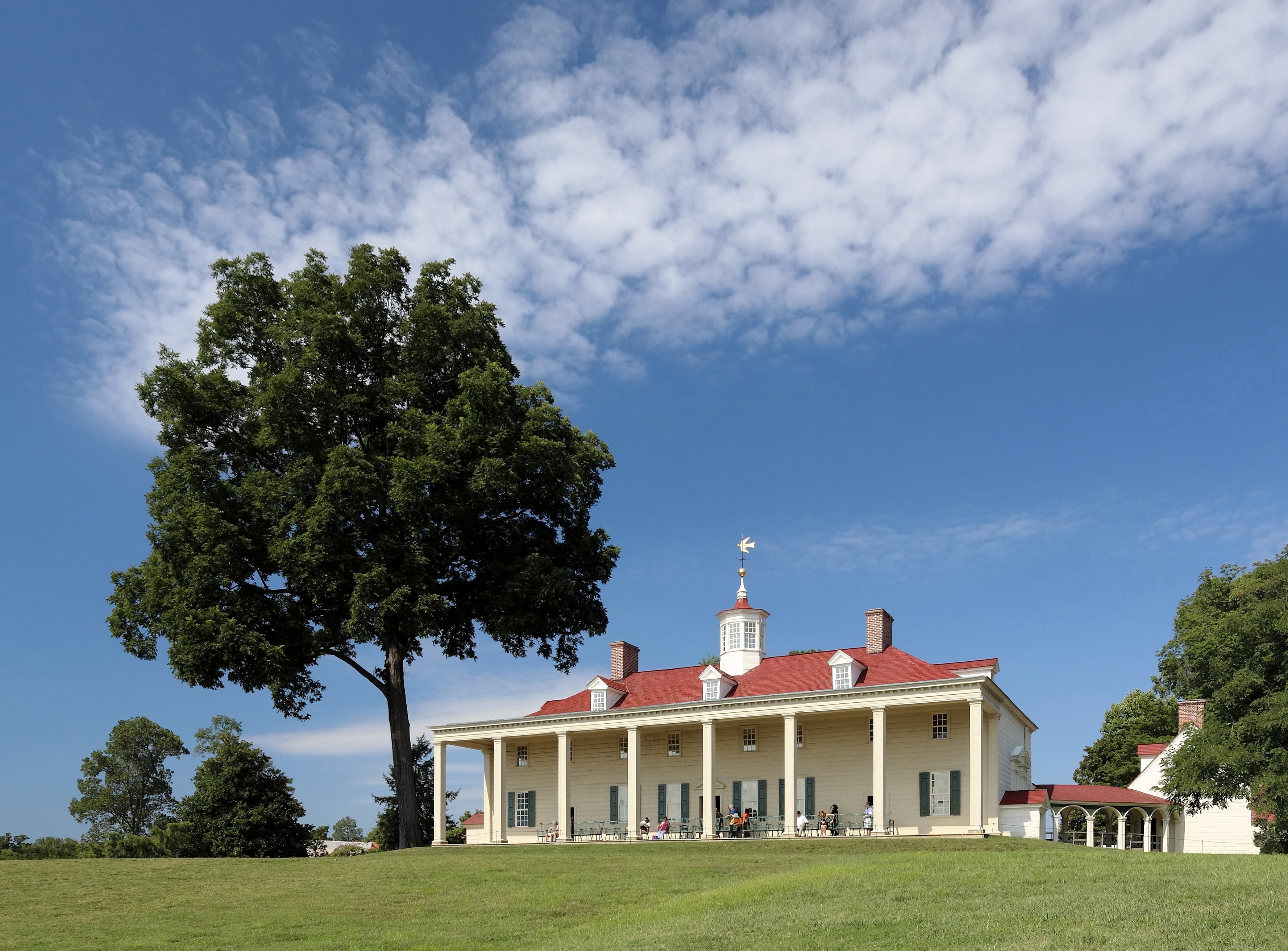
La facciata est, di fronte al fiume Potomac

I giardini e i terreni della villa presentano delle siepi di bosso di stile inglese donate dal maggiore generale Henry Lee III ("Light Horse Harry" Lee, governatore della Virginia e padre del generale Robert E. Lee), che vennero piantate nel 1786 dallo stesso George Washington. Una strada carreggiata conduce all'entrata della casa. Su ciascun lato si trovano dei muretti in mattone rosso. Questi giardini di stile revival coloniale servivano per accogliere dei piccoli orti dove crescere frutta e verdura per il consumo della casa stessa. Il giardino superiore è collocato a nord. Dei muri "ha-ha" sono stati utilizzati per separare l'area di terra lavorata dal giardino vero e proprio della casa, dove ospitare la famiglia e gli ospiti. L'area del sovrintendente della tenuta, una camera di salatura delle carni e la casa del giardiniere, si trovano tutte nel giardino superiore della villa.

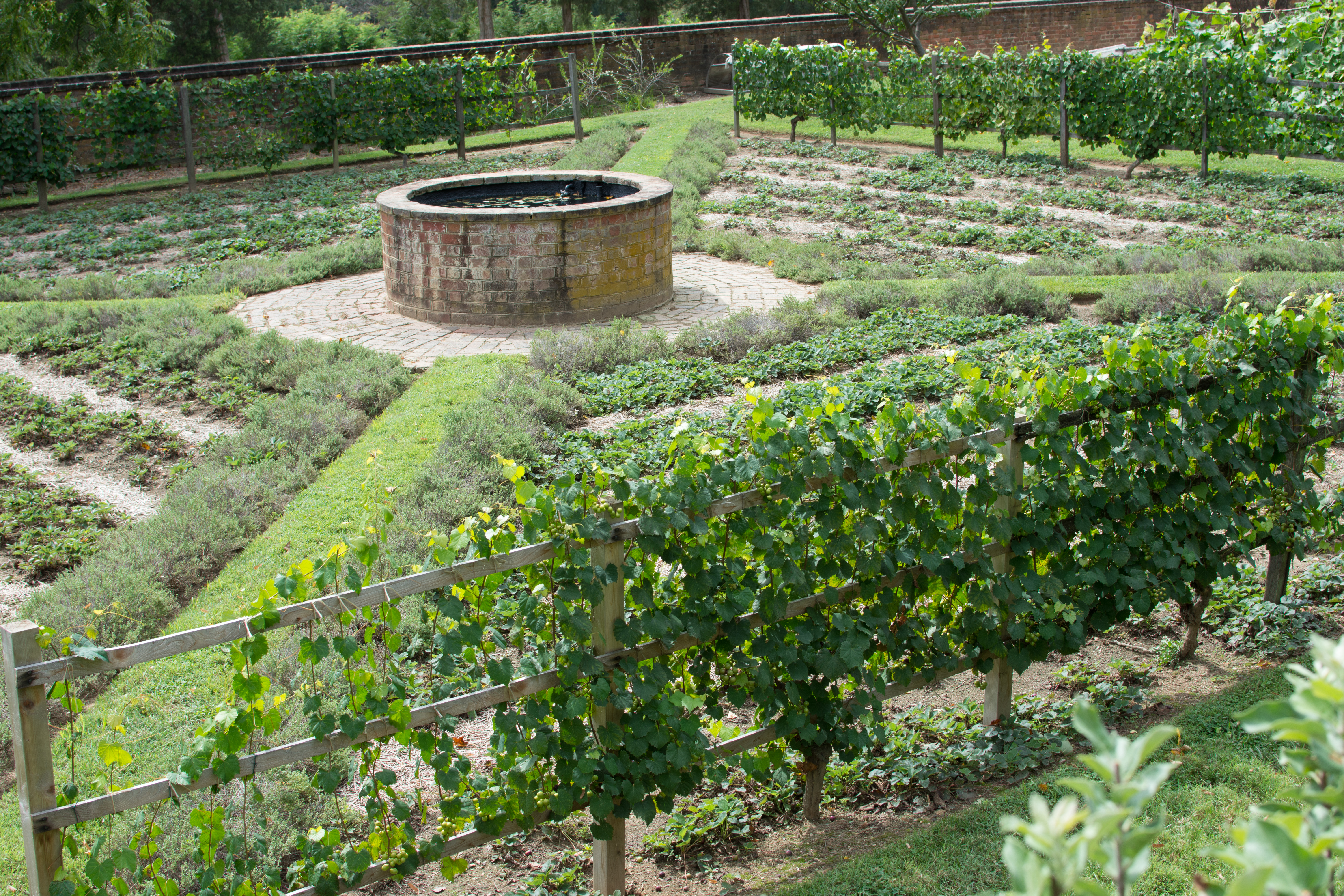
GW Gardens

Il giardino inferiore, o giardino sud, è circondato ad est dai magazzini, da una camera di affumicatura, da una lavanderia e dalla rimessa delle carrozze oltre che dalle stalle (poste più a sud); ad est di queste ultime si trova, sotto una collinetta, la ghiacciaia. La villa divenne anche il luogo di sepoltura di George Washington: la prima tomba realizzata si trovava non lontano dal fiume Potomac, ma successivamente venne creata (1831) la nuova tomba dove vennero trasferiti i corpi di George e di sua moglie Martha, a sud del frutteto, vicino al piccolo cimitero degli schiavi.
Presso la villa è stato oggi istituito un museo e un centro educativo per proporre ai visitatori la conoscenza della società all'epoca di Washington, nonché i suoi equipaggiamenti personali, le armi e i vestiti e altri oggetti personali appartenuti al primo presidente statunitense.
La The Fred W. Smith National Library for the Study of George Washington ha qui aperto i battenti nel settembre del 2013. La biblioteca raccoglie un centro di studi sulla figura di George Washington e salvaguarda libri e manoscritti originali di Washington.

## Storia

### John Washington (1633–1677)
Nel 1674, John Washington (bisnonno del presidente Washington) ed un suo amico, Nicholas Spencer, ottennero delle terre su cui poi sogerà la piantagione di Mount Vernon, originariamente note col nome indiano di Epsewasson.La vendita venne siglata il 1 marzo 1677 da Nicholas Spencer, cugino ed agente di fiducia di Thomas Colepeper, II barone Colepeper, il proprietario originale del Northern Neck (il cui erede sarà poi Thomas Fairfax, VI lord Fairfax di Cameron).

### Lawrence Washington (1659–1698)
Quando John Washington morì nel 1677, suo figlio Lawrence, nonno di George Washington, ereditò la proprietà di suo padre. Nel 1690 si accordò formalmente per dividere la proprietà in due proprietà distinte di 20 km2 ciascuna con gli eredi di Nicholas Spencer, morto l'anno precedente. Gli Spencer, infatti, avevano ottenuto la parte a sud del possedimento, al confine con Dogue Creek, nel settembre del 1674, acquistandola da Lord Colepeper, lasciando agli Washington la porzione presso Little Hunting Creek (gli eredi degli Spencer pagarono a Lawrence Washington un corrispettivo di 1100 kg di tabacco come compensazione.

### Augustine Washington (1694–1743)
Lawrence Washington morì nel 1698, lasciando la proprietà a sua figlia Mildred. Il 16 aprile 1726, fece un accordo per affittare la proprietà per un anno a suo fratello Augustine Washington, padre di George Washington, perché vi impiantasse una piantagione pepe nero; un mese dopo l'accordo di affitto venne sospeso e Augustine acquistò la proprietà per 180 dollari. Fu quasi certamente lui ad erigere la casa originaria presente sul sito attorno al 1735, dove si spostò con la sua famiglia., rinominando il complesso Little Hunting Creek. Secondo i rilevamenti archeologici effettuati sul sito, la casa originale era composta di due stanze con altre due stanze al piano superiore ed una cantina.

### Lawrence Washington (1718–1752)
Augustine Washington richiamò il suo primogenito, Lawrence (fratellastro maggiore di George) dalla The Appleby School, in Inghilterra, nel 1738 e gli concesse l'amministrazione della tenuta di Little Hunting Creek dove nel frattempo era stata impiantata una fruttuosa piantagione di tabacco, mentre Augustine tornò a Friedricksburg alla fine del 1739.
Nel 1739, Lawrence, avendo raggiunto la maggiore età (per l'epoca 21 anni), iniziò ad interessarsi attivamente dell'amministrazione del terreno ed acquistò ulteriore terreno dagli Spencer, iniziando da un appezzamento presso Grist Mill su Dogue Creek. A metà degli anni '40 del Settecento, Lawrence venne iscritto come ufficiale nell'esercito britannico e si preparò per la guerra che si sarebbe combattuta nei Caraibi. Prestò servizio sotto l'ammiraglio Edward Vernon e, una volta ritornato a casa, rinominò la sua residenza in onore del suo comandante.

### George Washington (1732–1799)

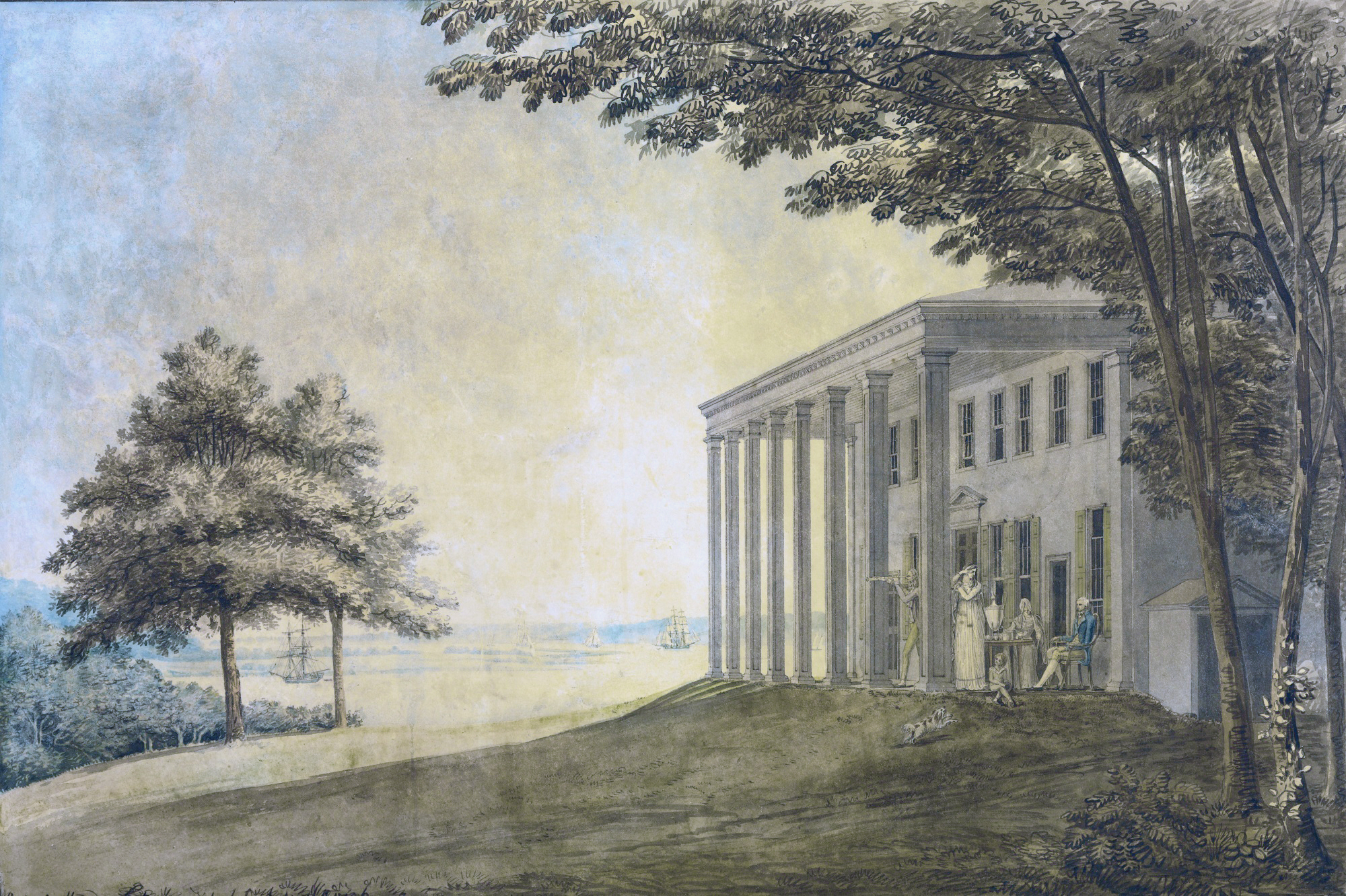
Mount Vernon (1796) con la famiglia Washington sulla terrazza (Benjamin Henry Latrobe)

Lawrence morì nel luglio del 1752, e secondo il suo testamento la residenza e la tenuta di Mount Vernon sarebbero dovute passare a sua moglie a vita, mentre il resto sarebbe passato al suo fratellastro George; George Washington all'epoca viveva già a Mount Vernon e probabilmente era lui a gestire gli affari della tenuta in assenza del fratello. La vedova di Lawrence, Anne Fairfax, si risposò con un membro della famiglia Lee e si recò a vivere altrove. Dopo la morte dell'unico figlio sopravvissuto di Lawrence nel 1754, George, come esecutore del testamento di suo fratello, si accordò per prendere in affitto "Mount Vernon" la proprietà del fratello (o meglio della cognata). Alla morte di Anne Fairfax nel 1761, egli gli succedette come unico propritario della tenuta.
Nel 1758, Washington iniziò le prime migliorie alla tenuta, in particolare alla casa che volle da subito iniziare ad ingrandire. La seconda fase di espansione della residenza ebbe inizio negli anni '70 del Settecento, poco prima dello scoppio della rivoluzione americana. Washington aggiunse altre due sale a nord e a sud, unificandole alla struttura già esistente ed aggiungendovi il tamburo superiore. L'ultima fase di espansione della casa portò la magione ad avere in tutto 21 stanze ed un'area totale di oltre 11.000 metri quadrati. La maggior parte dei lavori venne eseguita da schiavi ed artigiani locali.
Sebbene nessun architetto abbia lasciato un progetto per il complesso di Mount Vernon, alcuni ne attribuiscono il disegno a John Ariss (1725–1799), uno dei principali architetti della Virginia che ad esempio disegnò la Paynes Church nella contea di Fairfax (oggi distrutta) e Mount Airy nella contea di Richmond. Quel che è più rilevante è che Ariss era un amico personale di George Washington, oltre ad essere pronipote del colonnello Nicholas Spencer, il proprietario originale del possedimento assieme agli Washington. Secondo altre fonti l'architetto sarebbe stato il colonnello Richard Blackburn, che disegnò anche Rippon Lodge nella contea del principe Guglielmo e la prima Falls Church. La nipote di Blackburn, Anne, sposò Bushrod Washington, nipote di George, e venne sepolta proprio nel terreno della proprietà. Altri storici dell'architettura hanno ritenuto che Mount Vernon sia stata disegnata dallo stesso George Washington, senza il coinvolgimento quindi di altri architetti.

#### Agricoltura e impresa

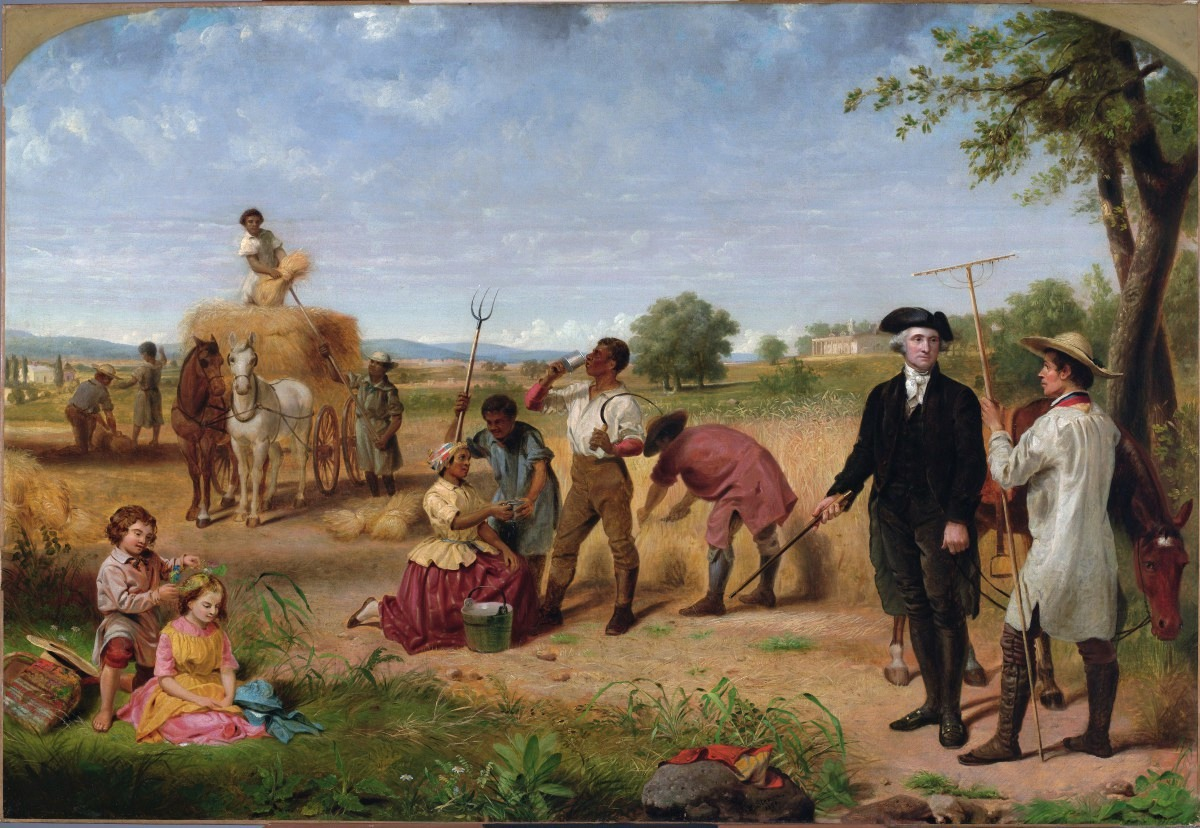
Washington nelle terre di sua proprietà: sullo sfondo la residenza di Mount Vernon

Washington si preoccupò anch'egli come suo padre di espandere la proprietà dalla fine degli anni '50 del Settecento e sino agli anni '80 del medesimo secolo. Dal 1759 sino alle guerre rivoluzionarie, Washington, che all'epoca aspirava solo a divenire un planter per poter sperimentare le nuove tecniche agricole della sua epoca, disponeva di cinque fattorie separate all'interno del terreno della sua piantagione. Si interessò personalmente alla conduzione di questi campi, con resoconti meticolosi circa lo sviluppo delle nuove colture e dei suoi esperimenti sul campo.
In una lettera datata 20 settembre 1765, Washington scriveva dei pochi ritorni economici della sua produzione di tabacco:
Nella stessa lettera chiede i prezzi di lino e canapa per valutare la loro produzione:

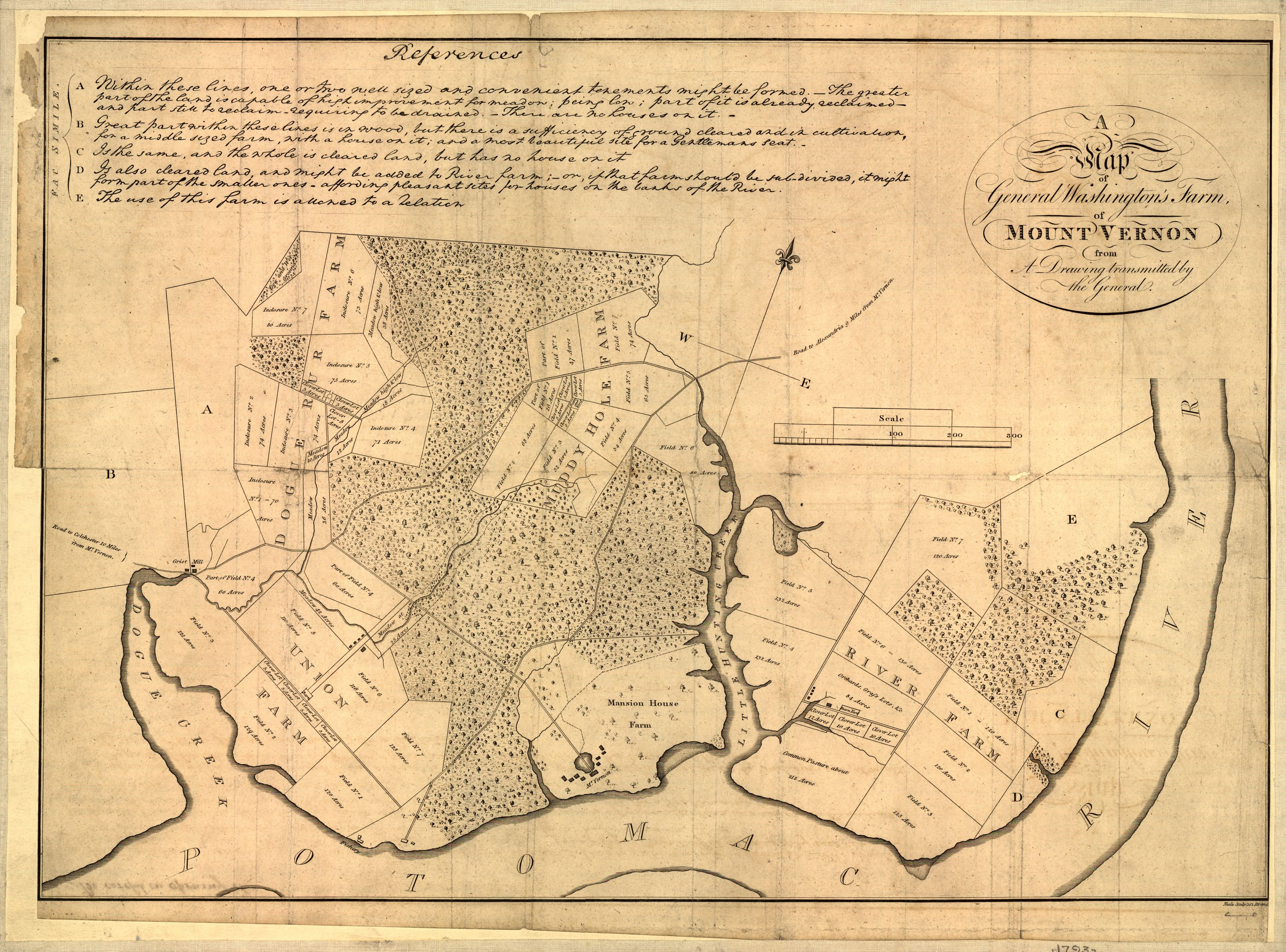
Mappa della piantagione di Mount Vernon, disegnata da Washington

Il mercato del tabacco era infatti entrato in crisi e molti planters della Virginia del nord si erano convertiti a coltivazioni miste. Come loro, dal 1766 Washington aveva cessato di coltivare solo tabacco a Mount Vernon e rimpiazzò le colture con grano, mais e altre granaglie. Oltre a canapa e lino, sperimentò altre 60 tipologie di colture tra cui cotone e seta. Derivò dei guadagni anche dalla costruzione di un nuovo mulino per la produzione di farina. Mise in opera anche una piccola flotta di pescherecci, il che permise a Mount Vernon di esportare del pesce. Washington inoltre praticò personalmente un allevamento selettivo delle pecore di modo da produrre lana di migliore qualità.
Le nuove colture, ad ogni modo, si rivelarono un successo in quanto richiedevano meno lavorazione del tabacco ed all'epoca quindi la piantagione presentava un surplus di schiavi. Washington ad ogni modo si rifiutò di venderli per non spezzare l'unità delle famiglie che qui erano cresciute e si erano formate. Washington iniziò quindi a chiedere ai suoi lavoratori pagati di formare anche parte dei suoi schiavi di modo che potessero svolgere altri lavori all'interno della tenuta.
Dopo il suo servizio nella guerra, Washington tornò a Mount Vernon e nel 1785–1786 trascorse un intero anno a rimodellare il paesaggio della piantagione. Si stima che durante i suoi due mandati come presidente degli Stati Uniti (1789–1797), Washington abbia trascorso un totale di 434 giorni nella sua residenza di Mount Vernon. Dopo la sua presidenza, Washington si dedicò essenzialmente alla riparazione delle strutture ed alla risistemazione dei giardini.
Nel suo testamento, scritto diversi mesi prima della sua morte nel dicembre del 1799, Washington lasciò delle direttive per l'emancipazione di tutti gli schiavi che gli erano appartenuti. Dei 318 schiavi presenti a Mount Vernon nel 1799, meno della metà (123 individui in tutto), vennero liberati grazie al suo testamento.
Quando il primo marito di Martha Washington, Daniel Parke Custis, morì senza testamento, ella ricevette le rendite di un terzo della tenuta, inclusi gli schiavi. Né George né Martha Washington poterono liberare completamente tutti gli schiavi. Alla sua morte, questi tornarono ai Custis e vennero divisi tra i suoi nipoti. Nel 1799, 153 schiavi di Mount Vernon divennero parte di questa dote.
Secondo la legge, George Washington stipulò nel suo testamento che gli schiavi più vecchi o quelli troppo malati per lavorare fossero sostenuti nel percorso di liberazione e che i bambini più piccoli si rivolgessero al sovrintendente per imparare a leggere, a scrivere e a far di conto, sino ad essere liberati poi all'età di 25 anni.
Nel dicembre del 1800, Martha Washington controfirmò le disposizioni del marito e gli schiavi vennero liberati il 1 gennaio 1801.

## La tomba di Washington

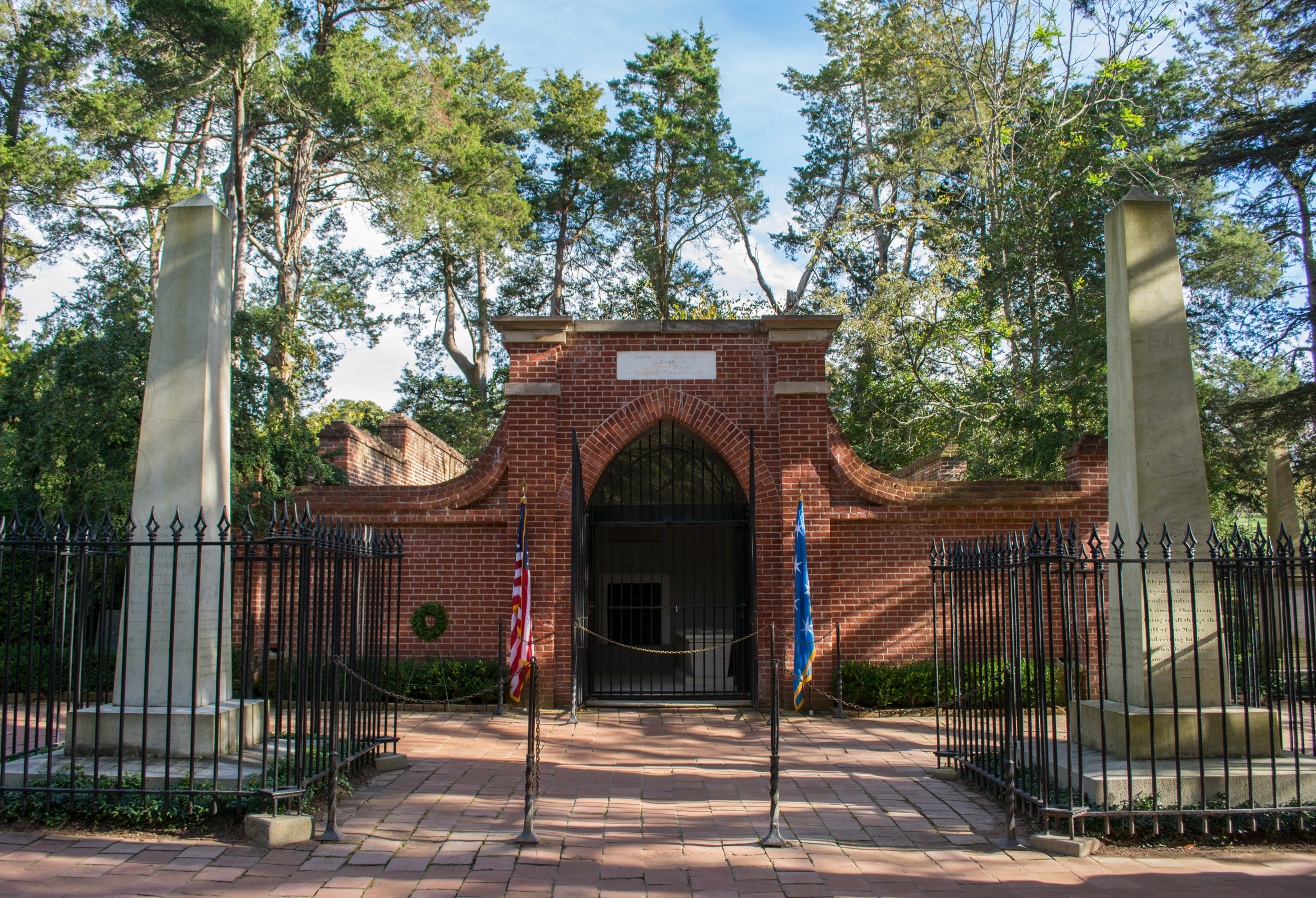
La tomba della famiglia Washington a Mount Vernon (fotografia del 2014)

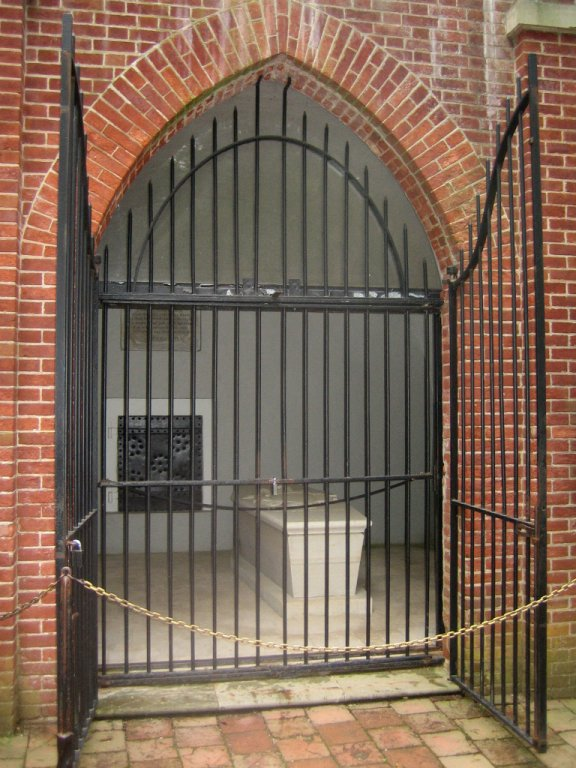
I sarcofagi di George (a destra) e Martha (a sinistra) Washington all'entrata del mausoleo della famiglia Washington (fotografia del 2011)

Il 12 dicembre 1799, Washington trascorse diverse ore a cavalcare nella piantagione, aveva appena nevicato e dal cielo cadeva una pioggia ghiacciata. Rientrato a casa mangiò la sua zuppa senza cambiarsi i vestiti bagnati. Il giorno successivo ebbe un ascesso peritonsillare o una epiglottide acuta ed iniziò a peggiorare sempre più nel suo stato di salute. Tutti i trattamenti medici disponibili non riuscirono a curarlo e pertanto egli morì a Mount Vernon alle 22.00 di sabato 14 dicembre 1799, all'età di 67 anni.
Il 18 dicembre, a Mount Vernon si tennero i funerali ed il suo corpo venne sepolto nel giardino della proprietà che egli tanto aveva amato. Il Congresso degli Stati Uniti passò una risoluzione per costruire un monumento nel Campidoglio per accogliere degnamente il corpo del primo presidente degli Stati Uniti, iniziativa supportata anche da sua moglie Martha. Nel dicembre del 1800, venne approvata la somma di 200.000 dollari per costruire un mausoleo in forma di piramide (secondo lo stile dell'epoca) con una base di 30 metri di lato. Ad ogni in modo erano in molti a volere che il corpo di Washington rimanesse comunque a Mount Vernon ed ebbero la meglio.
Secondo il suo testamento, Washington avrebbe voluto essere interrato nella cripta di famiglia che egli stesso aveva fatto costruire dopo aver ereditato la proprietà, ma questa nel 1799 si trovava in pessime condizioni e pertanto lo stesso Washington aveva dato disposizione nelle sue ultime volontà di costruirne una nuova e più grande. Il progetto non venne portato a compimento sino al 1831, nel 100º anniversario della sua nascita. La necessità di una nuova tomba venne confermata anche dal tentativo di furto ai danni del suo cranio (si veda tentativo di furto della testa di George Washington). Ancora una volta fu il Congresso degli Stati Uniti a dibattere nel 1832 la rimozione del corpo di Washington dalla cripta di Mount Vernon al Campidoglio, costruita da Charles Bulfinch negli anni '20 del medesimo secolo. Ancora una volta gli abitanti si opposero intensamente, esacerbando la questione all'inverosimile. Il membro del congresso Wiley Thompson della Georgia si fece portavoce di quanti volevano lasciare il corpo di Washington al suo posto:
I resti di Washington vennero infine spostati il 7 ottobre 1837, assieme a quelli di sua moglie, Martha, nella nuova tomba progettata da John Struthers di Filadelfia. Nella tomba si trovano oggi, oltre ai sarcofagi di George e Martha Washington, anche quelli di altri membri della famiglia.

## Conservazione e turismo

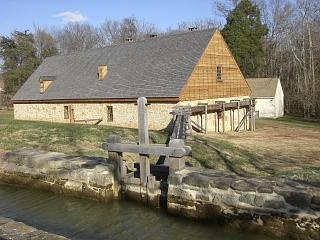
Ricostruzione della distilleria del 1797 voluta da George Washington

A seguito della morte di Martha Washington nel 1802, il testamento di George Washington venne seguito alla lettera. Gran parte delle cose in suo possesso, tra cui le sue carte personali e Mount Vernon, passarono a suo nipote Bushrod Washington (un giudice associato della Corte suprema degli Stati Uniti d'America). Il giovane Washington e sua moglie si trasferirono quindi alla residenza di Mount Vernon.
Bushrod Washington non ereditò molto denaro e perciò non fu in grado di supportare adeguatamente il mantenimento della magione col suo solo salario. Egli procedette innanzitutto con la vendita di alcuni schiavi per ottenere del capitale. Ad ogni modo le basse rendite delle fattorie della proprietà lo portarono ben presto ancora una volta a corto di denaro.
Dopo la morte di Bushrod Washington nel 1829, la proprietà della piantagione passò al pronipote di George Washington, John Augustine Washington III. Anche in questo caso ad ogni modo il nuovo Washington poté fare ben poco con le sue rendite per mantenere tutta la proprietà. Washington suggerì quindi al Congresso di acquistare la magione per conto del governo, ma l'offerta ebbe poco interesse. Washington si portò a Richmond per appellarsi senza successo all'Assemblea Generale della Virginia perché almeno questa comprasse la casa e la tenuta. Il declino della magione intanto continuava inesorabilmente.
Nel 1858, Washington vendette la casa e parte delle terre alla Mount Vernon Ladies' Association, la quale si trovava sotto la guida di Ann Pamela Cunningham. L'associazione la ottenne per la somma di 200.000 dollari (5.714.285,71 dollari del 2014) il 9 dicembre 1859, prendendone ufficialmente possesso il 22 febbraio 1860. I terreni della piantagione furono campo neutrale durante la guerra civile americana, anche se alcuni combattimenti si svolsero effettivamente nella campagna circostante. Sia le truppe unioniste che quelle confederate aggirarono semplicemente la casa, non osando toccarla, dal momento che due donne all'ingresso intimavano loro di abbandonare le armi presso l'entrata e di vestire abiti civili per porre piede in quella casa, o almeno di coprire le loro uniformi militari come segno di rispetto.
La tenuta venne completamente restaurata dall'associazione in maniera indipendente dal governo degli Stati Uniti, senza alcun finanziamento da parte dello stato.
Harrison Howell Dodge divenne il residente sovrintendente della struttura nel 1885. Durante i suoi 52 anni di incarico, egli migliorò di molto la tenuta, raccogliendo anche molti oggetti appartenuti a Washington e costituendo la prima vera collezione del museo locale. Dodge studiò personalmente tutti gli scritti di George Washington sulla gestione della piantagione, visitando molti altri giardini di epoca coloniale ancora presenti negli Stati Uniti e portandosi in Inghilterra per poter vedere personalmente le tipologie di giardini databili all'epoca georgiana. Con queste conoscenze incamerate, Dodge sovrintese al restauro del sito, realizzando anche progetti che lo stesso Washington aveva pianificato ma non era riuscito a portare a compimento.
Charles Wall fu assistente sovrintendente dal 1929 al 1937, e quindi residente sovrintendente per i 39 anni successivi. Egli supervisionò personalmente il restauro della casa così come doveva apparire nel XVIII secolo. Il suo ufficio venne posto dove nel XVIII secolo si trovava proprio quello di George Washington.

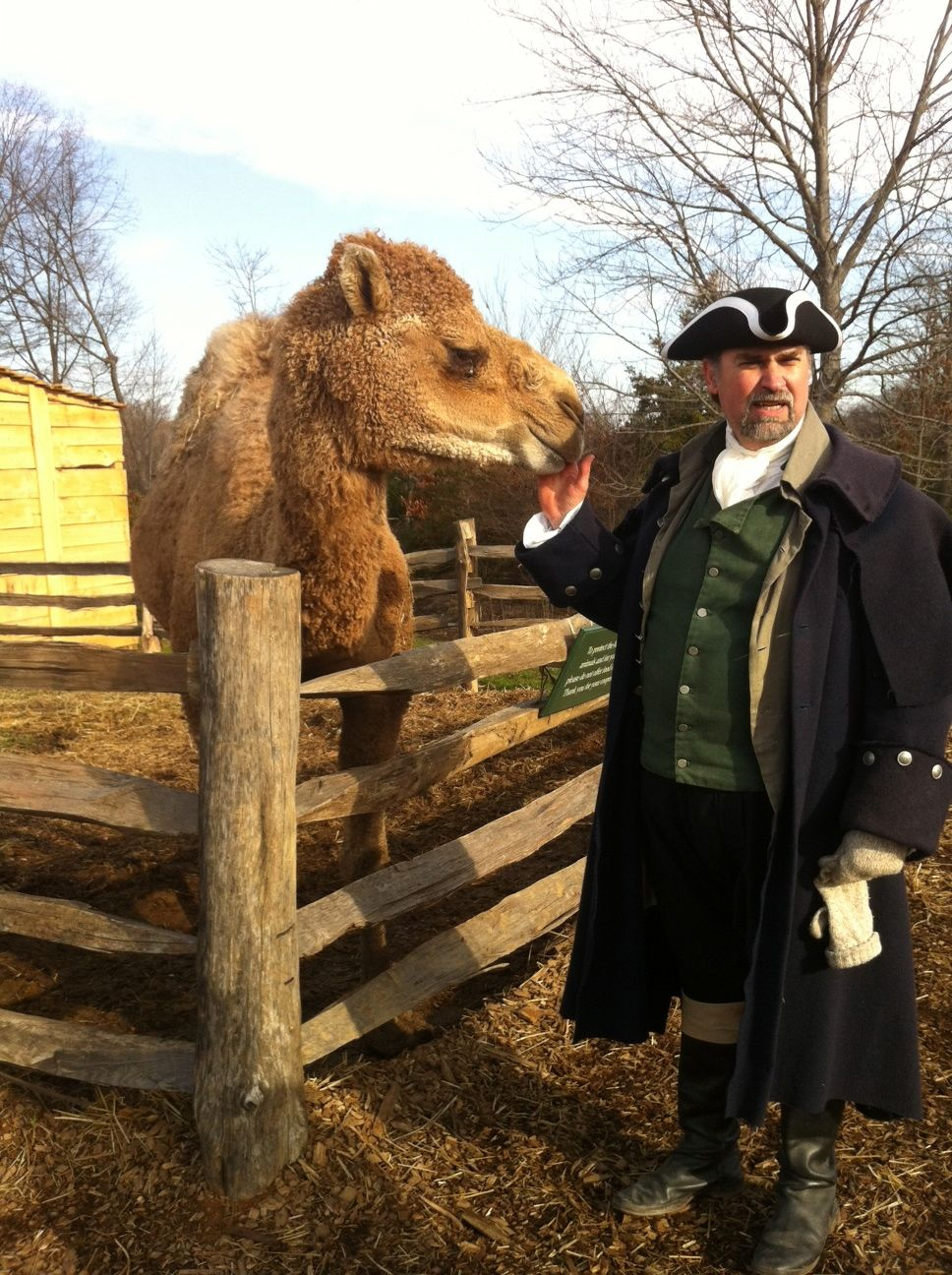
Una delle visite in costume realizzate ancora oggi per i turisti

Il 7 novembre 2007, il presidente George W. Bush ha ospitato il presidente francese Nicolas Sarkozy in una conferenza stampa generale proprio a Mount Vernon.
Il 30 marzo 2007, la fondazione ha ufficialmente dato il via alla ricostruzione della distilleria voluta nel 1797 da George Washington. La replica in piena scala ha ricevuto il permesso speciale dell'Assemblea Generale della Virginia per produrre 19.000 litri annui di whisky, venduti al negozio di Mount Vernon per il sostentamento della tenuta stessa. La costruzione di questa distilleria, perfettamente operativa, ha richiesto un costo di 2.100.000 di dollari ed essa è stata eretta sul sito originario della distilleria di Washington, a breve distanza dalla sua casa, nei pressi delle rive del fiume Potomac. Frank Coleman, portavoce del Distilled Spirits Council che ha foraggiato la ricostruzione, ha detto che la distilleria "sarà l'equivalente di un museo nazionale della distilleria" e farà da apripista all'American Whiskey Trail.
Al 2012, sin dall'apertura al pubblico della residenza nel 1860, 80.000.000 di visitatori hanno avuto la possibilità di ammirare la residenza di Washington a Mount Vernon. Nel giardino sono inoltre stati ricostruite le aree di abitazione degli schiavi e tutti i locali funzionali alla villa.
Mount Vernon rimane di proprietà privata. Le sue entrate sono derivate da donazioni e dalla vendita dei biglietti d'ingresso. Come associazione no profit, la Mount Vernon Ladies' Association, continua la sua missione di "preservare, restaurare e gestire la residenza di George Washington nel mondo ed educare i giovani alla vita ed all'eredità lasciataci da George Washington, perché possa essere d'esempio e guida per ispirare le future generazioni."

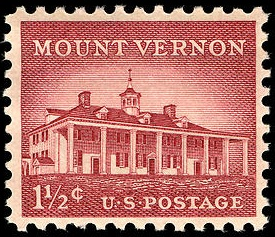
Francobollo commemorativo della residenza di Mount Vernon del 1956 emesso dagli Stati Uniti

Mount Vernon è stata celebrata nel 1937 su un francobollo statunitense e nuovamente nel 1956. Quest'ultimo francobollo fa parte di una serie commemorativa denominata "Liberty Issue" programmata originariamente per rendere onore a sei presidenti, sei americani famosi, sei siti storici nazionali.
Presso l'Allen County Museum in Ohio è esposto un modellino composto da oltre ottomila pezzi, che mostra la ricostruzione di parte della residenza di Mount Vernon e la vita quotidiana dei braccianti e della famiglia Washington nella piantagione.
Il 19 dicembre 1960, Mount Vernon è stata designata come National Historic Landmark ed è inscritta nel National Register of Historic Places.

### Nomination per l'UNESCO
Mount Vernon è stata iscritta nelle proposte di tutela da parte dell'UNESCO nei primi anni 2000, ma la sua candidatura non ha avuto successo. 

### Premi e riconoscimenti
Nel marzo del 2014, Mount Vernon ha ottenuto il premio Cyrus A. Ansary dall'ex presidente George H. W. Bush.

### Restrizione dello spazio aereo
Lo spazio aereo sovrastante Mount Vernon è stato vietato alla circolazione per impedire danni derivati dalle vibrazioni dei velivoli.